# Wonderfalls
Wonderfalls é uma série de televisão estadunidense de comédia dramática criada por Bryan Fuller e Todd Holland, e transmitida pela FOX em 2004. 
O programa acompanha Jaye Tyler (Caroline Dhavernas), recém-formada em Filosofia pela Universidade Brown, que trabalha como vendedora numa loja de souvenirs nas Cataratas do Niágara. Relutantemente, Jaye é obrigada a conversar com diversos bonecos de animais - um leão de cera, um macaco de latão, um urso empalhado, entre outros - que a ajudam, através de instruções indiretas, a auxiliar pessoas que estejam precisando de ajuda.

## Episódios
| #  | Título             | Argumentistas                                          | Realizador      | Transmissão Original | Código de Produção |
| -- | ------------------ | ------------------------------------------------------ | --------------- | -------------------- | ------------------ |
| 1  | "Wax Lion"         | Todd Holland (story) & Bryan Fuller (story & teleplay) | Todd Holland    | 12/Mar/2004          | 1AHM79             |
| 2  | "Pink Flamingos"   | Gretchen J. Berg & Aaron Harberts                      | Todd Holland    | 01/Abr/2004          | 1AHM01             |
| 3  | "Karma Chameleon"  | Tim Minear                                             | Marita Grabiak  | 19/Mar/2004          | 1AHM10             |
| 4  | "Wound-Up Penguin" | Liz W. Garcia                                          | Todd Holland    | 26/Mar/2004          | 1AHM12             |
| 5  | "Crime Dog"        | Krista Vernoff                                         | Allan Kroeker   | 23/Jul/2004          | 1AHM02             |
| 6  | "Muffin Buffalo"   | Gretchen J. Berg & Aaron Harberts                      | Craig Zisk      | 23/Jul/2004          | 1AHM05             |
| 7  | "Barrel Bear"      | Tim Minear & Bryan Fuller                              | Jamie Babbit    | 27/Out/2004          | 1AHM03             |
| 8  | "Lovesick Ass"     | Dan E. Fesman & Harry Victor                           | Todd Holland    | 03/Nov/2004          | 1AHM04             |
| 9  | "Safety Canary"    | Liz W. Garcia & Alexander Woo                          | Peter Lauer     | 17/Nov/2004          | 1AHM06             |
| 10 | "Lying Pig"        | Krista Vernoff & Abby Gewanter                         | Peter O'Fallon  | 25/Jul/2004          | 1AHM07             |
| 11 | "Cocktail Bunny"   | Bryan Fuller                                           | Todd Holland    | 25/Jul/2004          | 1AHM08             |
| 12 | "Totem Mole"       | Harry Victor & Dan E. Fesman                           | Jeremy Podsewa  | 08/Dez/2004          | 1AHM09             |
| 13 | "Caged Bird"       | Krista Vernoff                                         | Michael Lehmann | 15/Dez/2004          | 1AHM11             |